# Антоні Мандреа
Антоні Мандреа (фр. Anthony Mandréa, араб. أنتوني ماندريا, нар. 25 грудня 1996, Грасс) — алжирський та французький футболіст, воротар клубу «Кан» та національної збірної Алжиру.

## Клубна кар'єра
Народився 25 грудня 1996 року в місті Грасс. Вихованець юнацьких команд футбольних клубів «Пегамо» та «Ніцца». Дебютував у Лізі 1 за «Ніццу» 3 листопада 2013 року в домашній грі проти «Бордо» (1:2), замінивши травмованого Давіда Оспіну на 51 хвилині. У віці 16 років і 10 місяців він на той час став наймолодшим воротарем, який зіграв у Лізі 1, побивши рекорд, який належав Мікаелю Ландро. Втім Мандреа більше не виступав за першу команду «Ніцци», а влітку 2016 року переїхав до «Анже». Тут теж Мандреа був запасним воротарем і за чотири роки зіграв лише один матч Кубка ліги Франції 12 грудня 2017 року проти «Меца» (1:0).
У 2020 році його віддали в оренду клубу «СО Шоле». Мандреа провів там успішний сезон, за результатами якого його визнали найкращим воротарем Національного чемпіонату. Повернувшись до «Анже», Мандреа став дублером Поля Бернардоні, а після його уходу витіснив з основи Данієля Петковича і зіграв 10 ігор наприкінці сезону 2021/22.
23 червня 2022 року підписав дворічний контракт з «Каном». Станом на 20 червня 2023 року відіграв за команду з Кана 37 матчів в національному чемпіонаті.

## Виступи за збірні
У 2013 році він зіграв один матч у складі юнацької збірної Франції (U-18) на Tournoi de Limoges.
У травні 2022 року погодився виступати за національну збірну Алжиру і 12 червня дебютував за неї в товариській грі проти Ірану (2:1).
| Дата       | Місто        | Господарі | Результат | Гості      | Турнір                                  | Голи | Примітки |
| ---------- | ------------ | --------- | --------- | ---------- | --------------------------------------- | ---- | -------- |
| 12-6-2022  | Доха         | Іран      | 1 – 2     | Алжир      | товариський матч                        | -1   |          |
| 16-11-2022 | Бір-ель-Джір | Алжир     | 1 – 1     | Малі       | товариський матч                        | -1   |          |
| 23-3-2023  | Алжир        | Алжир     | 2 – 1     | Нігер      | Відбір до Кубка африканських націй 2023 | -1   |          |
| 18-6-2023  | Дуала        | Уганда    | 1 – 2     | Алжир      | Відбір до Кубка африканських націй 2023 | -1   |          |
| 7-9-2023   | Аннаба       | Алжир     | 0 – 0     | Танзанія   | Відбір до Кубка африканських націй 2023 | -    |          |
| 12-9-2023  | Дакар        | Сенегал   | 0 – 1     | Алжир      | товариський матч                        | -    |          |
| 12-10-2023 | Константіна  | Алжир     | 5 – 1     | Кабо-Верде | товариський матч                        | -1   |          |
| 16-10-2023 | Аль-Айн      | Єгипет    | 1 – 1     | Алжир      | товариський матч                        | -1   |          |
| 16-11-2023 | Баракі       | Алжир     | 3 – 1     | Сомалі     | Відбір до ЧС 2026                       | -1   |          |
| 19-11-2023 | Мапуту       | Мозамбік  | 0 – 2     | Алжир      | Відбір до ЧС 2026                       | -    |          |
| Усього     |              | Матчів    | 10        |            | Голів                                   | -7   |          |

## Особисте життя
Мандреа народився у Франції, батько — француз, а мати — алжирка.